# Prachtrosella
De prachtrosella (Platycercus eximius), ook wel alleen rosella, is een soort parkiet uit de familie Psittaculidae (papegaaien van de Oude Wereld).

## Kenmerken
De prachtrosella is een bontgekleurde vogel met rode kop, borst en stuit. Zijn keel is wit en zijn buik geelgroen. De vleugels en staart zijn blauwgroen. De kleuren van het vrouwtje zijn minder fel. 

## Verspreiding en leefgebied
De prachtrosella komt van oorsprong voor in zuidoostelijk Australië en Tasmanië en telt drie ondersoorten:
- P. e. elecica: zuidoostelijk Queensland en noordoostelijk New South Wales.
- P. e. eximius: zuidoostelijk New South Wales, Victoria en zuidoostelijk Zuid-Australië.
- P. e. diemenensis: Tasmanië.

## Status
De grootte van de populatie is niet gekwantificeerd maar de soort wordt omschreven als zeer algemeen. Op de Rode lijst van de IUCN heeft deze soort de status niet bedreigd.

## Verzorging
Deze vogels kunnen in een buitenvolière overwinteren. Hun menu bestaat uit witzaad, gierst, geweekte haver, zonnebloempitten, fruit en groenvoer.

## Voortplanting
Geslachtsrijp na ongeveer 1 jaar.
Het nest bevat 2 tot 8 eieren (afhankelijk van de soort).
De broedduur duurt 19-20 dagen en er zijn maximaal 2 broedsels per jaar.
De levensverwachting is in gevangenschap ongeveer 20 jaar.